# Turecké jablíčko
Turecké jablíčko (ve francouzském originále La Pomme de Turquie) je opéra bouffe o jednom dějství na vlastní libreto francouzské skladatelky Pauliny Thysové. Její premiéra se konala 9. května 1857 v pařížském divadle Théâtre des Bouffes-Parisiens, založeném a tehdy řízeném Jacquesem Offenbachem. 

## Vznik, historie a charakteristika
Pauline-Marie-Elisa Thysová (1835–1909), jakožto dcera hudebního skladatele Alphonse Thyse (1807–1879), přicházela s hudbou do styku již od dětství. Nejprve se uvedla jako autorka salonních písní, většinou na vlastní slova, avšak roku 1857 debutovala jako hudebně-dramatická skladatelka na scéně velmi populárního, teprve dva roky existujícího divadla Théâtre des Bouffes-Parisiens, ve kterém jeho ředitel a hlavní autor Jacques Offenbach položil základy nového žánru operety. Vedle vlastních děl Offenbach dával prostor nejen začínajícím skladatelům ale i skladatelkám, jako Claře Collinetové (Křeslo mého strýce / Le Fauteuil de mon oncle, 1859) nebo Clémence de Grandval (Lízin krejcar / Le Sou de Lise, 1860). První a nejvýznamnější z nich však byla právě tehdy jednadvacetiletá Pauline Thysová.
Hudební kritik Jules Lovy v hudebním časopise Le Ménéstrel: „Člověk by byl myslel, že slečna Thysová pro svůj debut na scénu uvede jednu z těch komedií s růžovým parfémem, jednu z těch bezbarvých (protože nevinných) maličkostí, a že ji ředitelova galantnost přijme jako rozehřívací představení večerního programu. Inu, nikoli. Mladá hudebnice-básnířka do bufózního elementu vtrhla rozhodně a plnýma nohama. Její malá aktovka patří k nejzábavnějším. Čiší z ní upřímné veselí: dialogy, kuplety, ansámbly, vše dýchá mládím, vervou, komickou energií. Slečna Thysová má sílu měřit se s našimi nejzábavnějšími vaudevillisty…“ Lovy chválí libreto a připomíná, že od prosté sbírky písní s klavírním doprovodem k orchestrované operetě je velký skok, který Thysová bravurně zdolala. „Nejen že její dueta a terceta splňují všechny vokální a scénické podmínky, ale i její instrumentace je jemná, elegantní, harmonická. Pokud jde o zpěv, ten vyvěrá přímo z pramene, a u slečny Thysové jsme o to neměli nejmenší obavy.“ Připomíná, že obecenstvo zaujala již předehra a zvlášť burácivě přijalo komickou píseň Cradoussarda J'ai la jambe fine, parodicky napsanou v zastaralém stylu z počátku 19. století. Lovy rovněž s obdivem referuje o tom, že „slečna Pauline Thysová nejen napsala slova svého libreta, zkomponovala hudbu své operety, ale rovněž řídila výpravu scény a osobně dohlížela na nejmenší detaily divadelního provedení. Pan Offenbach a režisér jí nechali volné pole, a dobře učinili. Slečna Thysová je zdá se zrozená pro jeviště; následuje své poslání.“
Publikum ocenilo toto dílo velmi vřele a Pauline Thysová vyšla před oponu přijmout ovace osobně, což bylo v té době velmi nezvyklé. To neopomněl zmínit žádný novinář, ani Albert Mornier v Journal amusant, který Turecké jablíčko hodnotit takto: „Libreto sice není výtečné, ale je snesitelné; zato hudba je čiperná jako čtverylka, prokazuje mladistvou živost, rytmus a inspiraci. Bravo, slečno Pauline Thysová!“ Podobně Albert de Lasalle v Le Monde illustré: „Slečna Thysová, již známá jako nadaná skladatelka, se chce inspirovat jen vlastní múzou, a dobře dělá. Její opereta Turecké jablíčko obsahuje situace, které sice nejsou úplně nové, zato dostatečně komické, a její hudba je elegantní a zejména dobře napsaná.“ A Aldino Aldini v Courrier franco-italien konstatoval: „Je to dobré ovoce, prvotřídní nabídka od slečny Thysové řediteli Bouffes-Parisiens.“
Na repertoáru v Bouffes-Parisiens se přesto následně Turecké jablíčko neobjevovalo často (12 představení do konce sezóny, 7 v následující), zato na zájezdu divadelního souboru v Londýně v létě 1857 patřilo mezi jeho nejoblíbenější kusy, a francouzský tisk se proto domníval, že zvláště dobře odpovídá ostrovnímu vkusu. V Londýně ho také zvláštní přízní zahrnula slavná francouzská operní pěvkyně Delphine Ugalde, která tam tehdy pobývala.
Pauline Thysová napsala řadu dalších oper a operet, aktových i celovečerních, většinou komických, ale i vážných, a byla i literárně činná. Z jejích hudebně-dramatických děl se však dochovalo v úplnosti právě jen Turecké jablíčko.

## Osoby a první obsazení
| osoba                             | hlasový obor | premiéra (9. května 1857) |
| --------------------------------- | ------------ | ------------------------- |
| Rosette, nájemnice u Cradoussarda | soprán       | Coraly (Coralie) Guffroy  |
| Chicotin, lékárník                | tenor        | Henri Tayau               |
| Cradoussard, pronájemce           | baryton      | Pierre-Adolphe Caillat    |
| Režie: Pauline Thys               |              |                           |

## Děj opery
(Náves s Chicotinovou lékárnou a Cradoussardovým domem) Je ráno, lékárník Chicotin čeká pod balkonem, až se probudí jeho milá Rosette, a přitom si prozpěvuje sebechválu – v jeho řemesle není lepšího šarlatána než je on (č. 1 kuplet Chicotin est fort en vogue). Úderem do hmoždíře konečně vzbudí Rosette a oba jásavě opěvují svou lásku (č. 2 duet Un faible son a frappé mon oreille). Chicotin má dobrou zprávu – zdědil po kmotrovi určitý obnos a může se nyní s Rosette oženit. Je tu však překážka: Rosette je už třináct termínů pozadu s nájemným a její pronajímatel Cradoussard ji drží více méně jako rukojmí, dokud nezaplatí. To musí Chicotin vyřešit.
Cradoussard je trochu hypochondr a Chicotin mu „diagnostikuje“ vzácnou a vážnou chorobu; slíbí mu ale lék. Cradoussard věří, ač je poněkud překvapen, protože se cítí jako junák, a to natolik, že činí Rosette nabídku k sňatku (č. 3 kuplet J'ai la jambe fine, le mollet bien fait). A nedostane-li kladnou odpověď, pošle na ni exekutory. Rosette nemá nijak v úmyslu jeho nabídku přijmout (č. 4 kuplet Ah! mon Dieu! que viens-je d'apprendre).
Cradoussard se Chicotinovi holedbá, že se bude ženit, a lékárník mu gratuluje (č. 5 duet Que diriez-vous, savant voisin). Když se Chicotin dozví, že se má jednat o Rosette, začne uskutečňovat Ďábelský plán. Přesvědčí souseda, že jablko, které držel náhodou v ruce, je speciální magické jablko dovezená až z Turecka. Každé má jinou moc a toto konkrétně činí člověka neviditelným. Pomocí klobouku naraženého Cradoussardovi přes oči a trochy hbitosti Chicotin naivního soka přesvědčí, že jablko funguje (č. 6 kuplet C'est une pomme étonnante a č. 6bis melodram). Cradoussard ho tedy vyzkouší sám, a skutečně, Chicotin tvrdí, že ho nevidí, a i Rosette se chová, jako by tady nebyl (což je pravda u ní obvyklé…). Nadšený Cradoussard jablko koupí – protože nemá hotovost – za dlužní úpis od Rosette za nesplacené nájemné. Věří, že se skutečnému zaplacení vyhne tím, že se prostě učiní neviditelným. Ale ukáže se, že za tímto čelem jablko neúčinkuje.
Cradoussard se rozzuří a vytrhne Chicotinovi Rosettin úpis. Chicotin – a po něm Rosette – „omylem“ kousnou do jiného jablka, které vyvolává nepříčetnou zuřivost, a pustí se do nebohého Cradoussarda. Ten, polomrtvý strachy, jim směnku zase vydá. Rosette a Chicotin přestanou běsnit a vysvětlí Cradoussardovi, že to byl jen trik. Ten s úlevou přijme porážku a všichni si ještě zazpívají na počest šibalského lékárníka (č. 7 finále Ah! – Quoi? – Qu'est-ce" … Lem al me galope… Chicotin sait être aimable).